# Bythinella dunkeri
Bythinella dunkeri је пуж из реда Littorinimorpha и фамилије Hydrobiidae. 

## Угроженост
Ова врста се сматра рањивом у погледу угрожености врсте од изумирања.

## Распрострањење
Присутна је у следећим државама: Немачка и Белгија.

## Станиште
Станиште врсте су слатководна подручја. 